# 伊雷妮·斯豪滕
伊雷妮·斯豪滕（荷蘭語：Irene Schouten，荷蘭語發音：[iˈreːnə ˈsxʌutən]，1992年6月21日—），生于北荷兰省梅登布利克安迪克，荷兰女子速度滑冰运动员。她的哥哥西蒙同样也是一名速滑选手。她曾接触过轮滑和花样滑冰，最终她选择以速度滑冰作为主项。她在参加速度滑冰比赛的同时也有参加马拉松滑冰的比赛。她在2015年世界单程速度滑冰锦标赛新设立的集体出发赛中获得女子组冠军，是历史上第一位获得该项目世锦赛冠军的女子选手。